# Immer immer wieder
Immer immer wieder – trzydziesty ósmy album grupy niemieckiej Die Flippers. Płyta wydana w roku 2003.

## Lista utworów
1. Immer immer wieder – 3:11
2. Einsames Herz – 3:40
3. Bis zum Morgen brennen noch die Kerzen – 3:27
4. Verrückt dass man so lieben kann – 3:11
5. Auf der Insel meiner Träume – 3:32
6. Das letzte Lied des Caballeros  – 3:39
7. Du bist schön wenn du lachst Angelina – 2:59
8. Vom Himmel regnets rotr Rosen – 3:18
9. Hey du – 2:54
10. El Matador – 3:19
11. Wilde Rosen in Marbella – 3:42
12. Nie wieder Tequila – 2:56
13. Du bist die pure Leidenschaft – 3:05
14. Ich denk an dich – 3:29